# 出生地
出生地（しゅっしょうち、しゅっせいち、英: place of birthまたは英: birthplace）とは、人の出生した場所。出生地は法的文書において、人名および生年月日とともに、人を一意に識別するためにしばしば用いられる。出生地として国や州などを用いるか市町村を用いるかの慣習は国によって異なるが、自国生まれの国民については市町村や州を用い、外国生まれの場合は国を用いることが多い。
旅券については、出生地として国を用いる場合、出生当時ではなく現時点において出生の場所に主権を有する国が原則として用いられる。出生地は新生児の親の居住地と同一であるとは限らない。 もし子が異なる地の病院で出生すれば、その地が出生地となる。多くの国において、新生児は出生地において登録することが義務付けられてもいる。
いくつかの国では出生地にあまり、または全く重きをおかず、本人確認の用途では異なる地理的要素を用いる。たとえばスウェーデンは1947年以来、födelsehemortという概念を用いている。この概念においては母親のドミサイルが出生地として登録される。すなわち産院の場所や物理的な出生の場所は重要でないとみなされている。
同様にスイスでは起源地の概念を用いる。スイス人から生まれた子は名字を同じくする親の起源地を自動的に割り当てられるので、子は母または父の起源地を継承する。スイス人と外国人の間に生まれた子の場合はスイス人親の起源地を継承する。スイスの旅券およびIDカードには、所持人の出生地ではなく起源地が記載されている。日本の本籍も類似の概念である。
主に米州のいくつかの国では出生地が子の国籍を決定する（出生地主義, jus soli）。米州以外のほぼ全ての国では、出生地ではなく親の国籍に基づいて国籍が決定される（血統主義, jus sanguinis）。
航空機内または船内で生まれた子については複雑であり、関係各国の法律、すなわち船籍国・航空機登録国、親の国籍、領水または領空内での出生の場合にはその国の法律によって出生地が定まる。
行政上の書式には申請人の出生国を求めるものがある。この場合は出生地を問われているのか出生時の国籍を問われているのかを確認することが重要である。例えば外国において生まれ出生の時に米国市民権を取得した米国市民は、出生時の国籍は米国であるが出生地は実際の出生の場所である。